# ブレット・ジョーンズ
ブレット・ジョーンズ（Brett Johns、1992年2月21日 - ）は、イギリスの男性総合格闘家。ウェールズ・スウォンジー出身。クリス・リース・アカデミー所属。元CWFCバンタム級王者。元Titan FCバンタム級王者。

## 来歴
シングルマザーの家庭で育ち、4歳から後に母親と再婚して父親となる人物の道場で柔道を始めた。16歳で総合格闘技を始め、2012年にプロ総合格闘技デビュー。

### CWFC
2013年9月14日、CWFCバンタム級王座決定トーナメント1回戦でダヴィド・ハグストロームと対戦し、3-0の判定勝ち。決勝でジョーダン・デスボラと対戦し、2-1の判定勝ちを収め王座獲得に成功した。

### Titan FC
2015年3月20日、Titan FCバンタム級王座決定戦でワレル・ワトソンと対戦し、リアネイキッドチョークで一本勝ちを収め王座獲得に成功した。

### UFC
2016年11月19日、UFC初参戦となったUFC Fight Night: Mousasi vs. Hall 2でキャリア9戦全勝のクァク・グァンホと対戦し、3-0の判定勝ちを収めた。
2017年12月1日、The Ultimate Fighter 26 Finaleでジョー・ソトと対戦し、カーフスライサーで一本勝ち。パフォーマンス・オブ・ザ・ナイトを受賞した。
2018年8月4日、UFC 227でバンタム級ランキング9位のペドロ・ムニョスと対戦し、判定負け。
2020年1月25日、UFC Fight Night: Blaydes vs. dos Santosでトニー・グレーブリーと対戦し、リアネイキドチョークで一本勝ち。ファイト・オブ・ザ・ナイトを受賞した。

## 戦績
| 総合格闘技 戦績 | 総合格闘技 戦績 | 総合格闘技 戦績 | 総合格闘技 戦績 | 総合格闘技 戦績 | 総合格闘技 戦績 | 総合格闘技 戦績 |
| --------------- | --------------- | --------------- | --------------- | --------------- | --------------- | --------------- |
| 25 試合         | (T)KO           | 一本            | 判定            | その他          | 引き分け        | 無効試合        |
| 20 勝           | 4               | 6               | 10              | 0               | 0               | 0               |
| 5 敗            | 0               | 0               | 5               | 0               | 0               | 0               |

| 勝敗 | 対戦相手                       | 試合結果                       | 大会名                                                               | 開催年月日     |
| ×    | タイラー・ダイヤモンド         | 5分3R終了 判定0-3              | PFL 6 【2024年PFLウェルター級トーナメント・レギュラーシーズン2回戦】 | 2024年6月28日  |
| ×    | ティムール・ヒズリエフ         | 5分3R終了 判定0-3              | PFL 3 【2024年PFLウェルター級トーナメント・レギュラーシーズン1回戦】 | 2024年4月19日  |
| ○    | デビッド・トナチュー・クロール | 3R 3:09 TKO（パウンド）        | PFL Europe 4                                                         | 2023年12月8日  |
| ○    | ジョーダン・ウィンスキー       | 5分3R終了 判定3-0              | Bellator 285: Henderson vs. Queally                                  | 2022年9月23日  |
| ○    | フルシド・カホロフ             | 3R 3:00 TKO（パウンド）        | Bellator 275                                                         | 2022年2月25日  |
| ×    | ダニー・サバテーロ             | 5分3R終了 判定0-3              | Bellator 259                                                         | 2021年5月21日  |
| ○    | モンテル・ジャクソン           | 5分3R終了 判定3-0              | UFC Fight Night: Figueiredo vs. Benavidez 2                          | 2020年7月19日  |
| ○    | トニー・グレーブリー           | 3R 2:53 リアネイキドチョーク   | UFC Fight Night: Blaydes vs. dos Santos                              | 2020年1月25日  |
| ×    | ペドロ・ムニョス               | 5分3R終了 判定0-3              | UFC 227: Dillashaw vs. Garbrandt 2                                   | 2018年8月4日   |
| ×    | アルジャメイン・スターリング   | 5分3R終了 判定0-3              | UFC Fight Night: Barboza vs. Lee                                     | 2018年4月21日  |
| ○    | ジョー・ソト                   | 1R 0:30 カーフスライサー       | The Ultimate Fighter 26 Finale                                       | 2017年12月1日  |
| ○    | アルバート・モラレス           | 5分3R終了 判定3-0              | UFC Fight Night: Nelson vs. Ponzinibbio                              | 2017年7月16日  |
| ○    | クァク・グァンホ               | 5分3R終了 判定3-0              | UFC Fight Night: Mousasi vs. Hall 2                                  | 2016年11月19日 |
| ○    | アンソニー・グティエレス       | 5分5R終了 判定2-1              | Titan FC 34: Healy vs. Edwards 【Titan FCバンタム級王座決定戦】      | 2015年7月18日  |
| ○    | ワレル・ワトソン               | 2R 3:06 リアネイキッドチョーク | Titan FC 33 【Titan FCバンタム級王座決定戦】                         | 2015年3月20日  |
| ○    | ジェームス・ブラム             | 5分5R終了 判定3-0              | Cage Warriors 67 【CWFCバンタム級王座決定戦】                        | 2014年4月12日  |
| ○    | ジョーダン・デスボラ           | 5分5R終了 判定2-1              | Cage Warriors 59 【バンタム級王座決定トーナメント 決勝】             | 2013年9月14日  |
| ○    | ダヴィド・ハグストローム       | 5分3R終了 判定3-0              | Cage Warriors 59 【バンタム級王座決定トーナメント 1回戦】            | 2013年9月14日  |
| ○    | ジェームス・マクリアスター     | 2R 3:23 TKO（パンチ連打）      | Cage Warriors 54                                                     | 2013年5月4日   |
| ○    | ジョー・オレイ                 | 1R 3:59 腕ひしぎ十字固め       | Pain Pit Fight Night 6: New Breed 【PPFNフェザー級王座決定戦】       | 2013年3月2日   |
| ○    | バリー・モンティ               | 1R 1:17 TKO（パンチ連打）      | Tattoo Monkey Promotions / LHC Promotions: Bad Blood Fight Night 2   | 2012年11月24日 |
| ○    | サム・ギルバート               | 5分3R終了 判定3-0              | Cage Warriors 49                                                     | 2012年10月27日 |
| ○    | カイル・プロッサー             | 5分3R終了 判定3-0              | Pain Pit Fight Night 4: Vengeance                                    | 2012年9月1日   |
| ○    | アルナス・クリマビシウス       | 1R 2:31 三角絞め               | CB Fight Night                                                       | 2012年7月14日  |
| ○    | ベン・ウッド                   | 1R 2:04 リアネイキッドチョーク | Pain Pit Fight Night 3                                               | 2012年6月30日  |

## 獲得タイトル
- PPFNフェザー級王座（2013年）
- 第2代CWFCバンタム級王座（2013年）
- 初代Titan FCバンタム級王座（2015年）

## 表彰
- 柔道黒帯
- ブラジリアン柔術 紫帯
- ムエタイ 茶帯
- UFC パフォーマンス・オブ・ザ・ナイト（1回）
- UFC ファイト・オブ・ザ・ナイト（1回）